# Limonia perbeata
Limonia perbeata är en tvåvingeart som beskrevs av Charles Paul Alexander 1938. Limonia perbeata ingår i släktet Limonia och familjen småharkrankar. Inga underarter finns listade i Catalogue of Life.